# Артюхова, Нина Михайловна
Нина Михайловна Артюхова (урождённая - Сабашникова) (1901—1990) — русская детская писательница.

## Биография
Родилась Нина Артюхова в Москве в семье известного книжного издателя М. В. Сабашникова. В 1918 году Нина поступает в МГУ на агрохимическое отделение физико-математического факультета. Девушка всегда мечтала писать, но также её увлекали химия и астрономия, именно с этим связан такой странный для писателя выбор.
Писать детские рассказы Нина Артюхова начала в 20-х годах XX века, продолжая работать химиком и увлекаясь астрономией. В 1949 году стала членом Союза писателей. Известность Нине Михайловне Артюховой принесли повести «Белая коза Альба» (1945) и «Светлана» (1955). В 1949 году вышел сборник писательницы «Повести о детях». Практически все произведения детской писательницы — стихи, повести, рассказы — печатались отдельными изданиями, в периодике. Собраны вместе и изданы были только в 1993 году «Избранные произведения в 2-х томах» (Москва, Издательство им. Сабашниковых; вышел лишь 1-й том).
Умерла писательница в 1990 году в Москве. Похоронена на Новодевичьем кладбище.

## Творчество
Все произведения Нины Артюховой учат детей быть добрыми и справедливыми, смелыми и честными, верными своему слову. Самая известная повесть Н. Артюховой «Светлана» была напечатана в 1955 году и рассказывала об осиротевшей во время войны девочке, которой предстоит снова научиться быть ребёнком, забыть ужасы военных лет, радоваться жизни, обрести счастье.

### Повести и рассказы
- «Белая коза Альба» (1945)
- «Светлана» (1955)
- «Мама»
- «Подружки»
- «Фарфоровые шаги»
- «Совесть заговорила»
- «Мяч и песочные часы»
- «Три копухи»

## Издания
- Артюхова Н. М. Трудный вечер. — М.: ГИДЛ (Детгиз), 1958. — 16 с. Тираж: 425 000 экз. (М., Фабрика детской книги Детгиза.)